# CD98
CD98 — мембранный гликопротеин, гетеродимер, состоящий из двух субъединиц SLC3A2 и SLC7A5, которые образуют так называемый «большой переносчик нейтральных аминокислот» (англ. large neutral amino acid transporter; LAT1). LAT1 является мембранным белком-переносчиком, переносящий главным образом аминокислоты с разветвлёнными боковыми цепями (лейцин, изолейцин и валин) и ароматические аминокислоты (триптофан, тирозин, фенилаланин). Особенно высокий уровень экспрессии LAT1 обнаружен в мозге в капиллярах гематоэнцефалического барьера.
Функциональный LAT1 состоит из двух белков, продуктов двух различных генов:
- Тяжёлая субъединица 4F2hc/CD98, продукт гена SLC3A2[4];
- Лёгкая субъединица CD98, продукт гена SLC7A5[5].